# Клеман Маро
Клеман Маро (на френски: Clément Marot), роден през 1496 г. в Каор, Франция и починал през 1544 г., Торино, Савой (сега в Италия), е един от най-големите поети на Френския ренесанс. Баща му Жан е бил поет и е заемал длъжност в двора на Ан дьо Бретан, като по-късно е служил на Франсоа I.
С желание да следва стъпките на своя баща, получил място като придворен поет. След неговата смърт Клеман Маро става придворен поет на Франсоа I, пост, който заема без прекъсване до 1542 г., с изключение на годините на изгнание (1534 – 1536).
Маро е арестуван през 1526 г. заради това, че нарушава правилата за въздържание на поклонници – поведение, което провокира подозрение, че е лутеран. Краткото му лишаване от свобода вдъхновява някои от най-известните му творби, особено „L'Enfer“, алегорична сатира, и писмото към приятеля му Лион Жане (1526). През 1527 г. той отново е хвърлен в затвора. Този път за нападение над надзирател и освобождаване на затворник. Освобождаването си постига чрез писмо, което адресира до краля и моли за амнистията си. През 1531 г. Маро отново е арестуван за консумация на месо по време на Великия пост, но този път успява да избегне лишаването от свобода. До 1530 г. славата му се утвърждава, а множество негови стихотворения се радва на широко разпространение.
След т.нар. „афера с плакатите“, когато плакати са разлепени в големите градове и на вратата на кралската спалня (1534), Маро бяга в Навара, където е защитен от Маргьорит. Когато преследването на протестантите се засилва, той отново бяга, този път в двора на Рене Френска във Ферара, Италия. След това Маро се завръща в Париж през 1537 г. едва след като Франсоа спира преследването.
Когато не се занимава с писането на официални стихотворения, каквито задълженията му във френския двор го принуждават да създава, Маро прекарва по-голямата част от времето си, превеждайки Псалмите; първото издание на някои от тях се появява през 1542 г. („Trente Pseaulmes de Davíd“). Тези преводи са забележителни поради тяхната трезва и тържествена музикалност. Осъждането им от Сорбоната обаче става причина Маро отново да замине в изгнание. Независимо от критичното мнение на отделни изследователи неговите преводи провокират възхищение от страна на Жан Калвин, като дори той му предлага убежище в Женева. Поведението на Маро обаче става неприемливо в такъв строг град и той е принуден да се върне отново в Италия.
Макар че ранните стихотворения на Маро са съставени изцяло в стила на късносредновековните поети, известни като Риторици, той скоро изоставя утвърдените жанрове на тази школа, сред които нейните възгледи, дидактическото използване на алегория и сложното ѝ обобщение. Вместо това знанията му за латинските класически произведения и контактите му с италианските литературни форми му позволяват да се научи да имитира стиловете и темите от Античността. Неговите епиграми и епистоларни стихове, по-специално, показват остроумие, интелектуално усъвършенстване, искреност и естественост, които характеризират френското използване на тези жанрове през следващите два века.
Маро се опитва да създаде нови или да подобри съществуващите лирични форми, съставяйки шансони и кантики и създавайки блазона (на английски: blason, 1536) – поетическа похвала на вещ или човек. Блазонът намира непосредствена популярност и е толкова широко имитиран, че става възможно да се публикува цяла антология на жанра през 1555 г. Маро превежда Катул, Вергилий и Овидий и редактира произведенията на Франсоа Вийон. Голяма част от постиженията му биват временно засенчени от кръга „Плеяда“ – група поети, които доминират на литературната сцена малко след смъртта му. Но влиянието на Маро е очевидно в Англия и се възражда във Франция отново през 17 век.

## Биография

### Произход и младежки години
Маро е роден през 1496 г. в Каор, град в Югозападна Франция, разположен на р. Ло. Баща му Жан Маро (1463 – 1523) е нормандец от региона на Кан и също така поет. Той става личен секретар на кралица Анна Бретанска и през 1506 г. въвежда семейството си в двора. Клеман получава отлично хуманистично образование. Сред предпочитаните му римски автори са Вергилий, Овидий, Катул и Марциал. Чете в оригинал Петрарка. От френските поети обожава Вийон, чете с увлечение Ален Шартие и „Роман за розата“. По случай интронизирането на Франсоа I Маро му изпраща алегоричната си поема „Храмът на Купидон“.
През 1518 г. младият Клеман Маро е представен на сестрата на краля, която тогава е още херцогиня д‘Алансон и скоро става неин камерюнкер (на френски: valet de chamber).

### В Париж
През 1525 г. поетът е с кралската войска в Италия и взима участие в злощастната битка при Павия, където бива ранен и пленен. Скоро го освобождават и се завръща в Париж. След това обаче започват другите му нещастия, които го следват до края на дните му. В началото на 1526 г. е затворен в кралската тъмница „Шатле“ по обвинение в еретичество. Смъртна присъда грози поета, защото ял свинско по време на пости. С много усилия и изобретателност приятелят му Лион Жане от Поату успява да го спаси, като чрез епископа на Шартър го прехвърля в тъмницата в този град, уж да го съдят за друго, по-ранно престъпление. По време на тримесечния си престой в Шартър Маро написва поемата „Ад“, посветена на пребиваването му в затвора „Шатле“. По същото време той подготвя и изданието на „Роман за розата“, появило се на следващата година. Очевиден е биографичният паралел Вийон – Маро, свързан с пребиваването на двамата поети в затвора и появата на „Голямото завещание“ и „Ад“. Макар поемата на Маро да не достига висотите на Вийоновото „Завещание“, тя има своята художествена стойност с опита едно болезнено преживяване да бъде преосмислено в пародийно-ироничен план.
През май 1526 г. Маро е помилван от краля, а в края на същата година той подава прошение до него да бъде назначен на мястото на покойния си баща. Така Клеман става придворен (камерюнкер) на Франсоа I, а по същество – негов придворен поет.
И по-нататък успехите и злочестините се редуват непрестанно. В 1532 г. излиза от печат първият поетически сборник на младия лирик – „Благосклонна младост“ (на френски: Adolescence Clementine). Още преди да усети сладостта на славата, пада тежко болен и същевременно започва процес срещу него по обвинение в еретичество. Благодарение на застъпничеството на Маргьорит дьо Навар процесът бива потулен. Скоро след това Маро публикува най-пълното дотогава издание със стихове на любимия си поет Вийон (1532).

### Във Ферара
Облаците се сгъстяват над главата му отново две години по-късно по време на „аферата с плакатите“. Маро се спасява в двора на Маргьорит дьо Навар, където прекарва няколко месеца в безопасност. След това кралицата го съветва да се укрие в Италия. Там поетът пребивава главно във Ферара, в двора на Рьоне дьо Франс, съпругата на херцог Ерколе д‘Есте. Във Ферара се отнасят изключително доброжелателно към протестантите и едва ли е случайност, че скоро там се озовават Рабле и Калвин.

### Последни години
През 1537 г. Маро получава разрешение да се завърне в Париж, като на връщане е посрещнат изключително сърдечно от поетите от Лионската школа при преминаване през града.
Новите неприятности на поета започват с успеха на преведените от него 30 псалма. Те имат голям успех и в двора, придворните ги тананикат по модни тогава мелодии, но праволинейните католици са нащрек. Отново започват преследвания и Маро бяга в Женева, където през 1543 г. публикува ново издание на Псалмите, които вече са петдесет. На следващата година поетът се озовава в Торино, където умира скоро след пристигането си.

### Съдба след смъртта
Независимо от първоначалното презрително отношение към поезията на Маро от участниците в „Плеяда“, славата му не избледнява през последните два века. Тя може да се разглежда като уникален случай за поет на френския Ренесанс. Както посочва професор Франк Лестренган:
Маро печели забележителна слава посмъртно, която не намалява дори когато „Псалмите“ влизат в „Индекса на забранените книги“.

## Влияние
Много от текстовете на Маро са определени като шансони, особено от съвременника му Клод дьо Сермизи (на френски: Claudin de Sermisy).
Книгата на Дъглас Хофстатър „Le Ton beau de Marot“ се занимава с проблемите на превода и включва няколко десетки различни превода на стихотворението на Маро „A une damoyselle malade“.
Вилхелм Килмайер поставя едно от стихотворенията на Маро в песенния си цикъл „Разсъждения“ (на френски: Rêveries) през 1953 г., а друго в „Blasons anatomiques du corps féminin“ през 1968 г.

## Характер
По характер Маро изглежда е бил типичен французин на стария печат, весел, добродушен и достатъчно развлекателен, но вероятно не много склонен към сериозен размисъл. Той се разбира добре с други поети като Франсоа Рабле и Бонавантюр де Перие. Независимо от личните му слабости, значението му в историята на френската литература е много голямо и дълго подценявано. Идвайки непосредствено преди голямата литературна реформа – тази на кръга „Плеяда“ – Маро страда от недостатъците на позицията си; той е засенчен и омаловажен от реформаторите.
Маро не е просто „поет на прехода“, чието единствено значение е да създаде основа за по-популярните си наследници. Той е радикален реформатор, който извършва собствена реформа – както в поезията, така и в мисълта. Неговото ранно творчество е реторично, отличителните му черти са сложни стихотворни размери и рима, алегорична материя и педантичен език.
Във втория етап на творчеството си той напълно се еманципира от този стил, превръщайки се в един от най-слабо засегнатите и най-лесните за четене народни поети във френската история. В това отношение Маро няма съперник.
В третия си период Клеман Маро загубва малко от тази грациозна благодат и лекота, но придобива нещо по-стабилно. Той не е толкова велик поет като Вийон, нито като някои от неговите наследници на „Плеяда“, но Маро е много по-малко остарял за читателите от предишните поети и не толкова прекалено неестествен като по-късните. Ако има някаква вина, това е, че несъмнено в неговото успешно усилие да разчупи формите и твърдия език на 16 век, той прави своята поезия почти прекалено народна и всекидневна. Маро притежава страст и живописност, но рядко; и докато стилът Marotique бива върховен, френската поезия рискува да се окаже несравнима с всичко друго, освен с грациозната vers de société (термин за социална и свободна поезия).

## Творчество
Първите поетични опити на Маро – включително първи пълен превод на „Буколики“ от Вергилий – са създадени под влияние на запознанството му с поета Жан Лемер дьо Белж. Сред ранните съчинения на Маро е поема в традицията на „Роман за Розата“, чийто спор относно авторството не е окончателно решен, и „Изкуството на любовта“, напомнящо Овидиевия „Храм на Купидон“. Престоят му в тъмницата е отразен в поемата „Ад“, която е саркастична сатира на съдебната система. Маро е особено склонен към жанра на поетичното послание: първото от тях е „Малко послание към краля“ (около 1518 г.), посрещнато добре от публиката и допринесло за развитие кариерата на поета. През 1526 г. Маро публикува с голям успех сборник с ранните си стихове, озаглавен „Юношеството на Клеман“, а след това – през 1533 г. или 1534 г. – негово продължение, както и превода на първата книга от „Метаморфози“ на Овидий. Не е изключено Маро да е участвал в написването на поемата с протестантски мотиви „Огледало на грешната душа“ от Маргьорит дьо Навар.
Изключителното жанрово разнообразие е важна характеристика на поезията на Маро. Той е написал голям брой стихотворения в модните за епохата ренесансови жанрове: послания (65 на брой), елегии (27), но също така и познатите на средновековната реторика видове: 15 балади, 80 рондо, 54 етрени (жанр, подобен на мадригала), 294 епиграми, 42 песни и т.н. Автор е и на 35 симетиери (сериозни епитафии по повод смъртта на виден човек).
Взимайки повод от плодовитостта на Клеман Маро, някои френски историци на литературата са склонни да го подценяват като поет и да виждат в него едва ли не само предшественик на Воатюр, галантния поет от епохата на Ранния класицизъм.

### Рицарска поезия
Много известни личности, сред които Мишел дьо Монтен и Никола Боало, възприемат Маро главно като рицарски поет. От голямо значение за развитието на този тип поезия във Франция е именно фигурата на Маро. Неговата поезия е пълна със спонтанност, блясък и „галско остроумие“; един вид противотежест на тържествената и официална поезия.

### Влияние на Вийон
Маро високо оценява поезията на Франсоа Вийон и през 1533 г. подготвя преиздаване на поетичното му наследство. Влиянието на автора на „Баладата на обесените“ се вижда в работата на Маро. Боало в своя трактат „Поетическото изкуство“ представя Маро именно като наследник на Вийон. В Първа песен е казано:
Наскоро след това Маро запя балади
и триолети рой, и звучни маскаради,
рондата подчини на правила добри,
възможности безброй за римите откри.
(Пр. Пенчо Симов)
И на още едно място в Първа песен Боало споменава Клеман Маро с препоръка да бъде подражаван (119 стих).

### Псалми
Маро не е първият, който превежда Псалмите, но начинът, по който прави това (форма, съдържание, изучаване на източниците, имплицитно тълкуване), допринася за неговата популярност. Фактът, че биват добре възприети от възникващите реформаторски църкви и се пеят по време на литургия, отчасти обяснява техния траен успех. Същото обстоятелство обаче помрачава това, защото те са принос не само за Реформацията, но и също принадлежат към Ренесанса (няма противопоставяне между тях).
Псалмите са официално публикувани от Маро на три етапа:
1. Римирана версия на Псалм 6 се появява в печат в началото на 30-те години на 16 век.
2. Първата колекция от 30 псалма изчаква до 1541 г., за да бъде официално отпечатана.
3. Втора поредица от 20 псалма се появява през 1543 г. И двете издания са придружени от уводни стихове – послание към Царя и Дамите на Съда.
Преди да са публикувани официално, песните на псалмите циркулират в ръкописи и се появяват скрити (нелегални) копия – Женева, 1538 г. (загубена); Страсбург, 1539 г. и Антверпен, 1541 г. Отпечатаният текст се различава значително от тези предварителни издания. Маро не само преработва собствената си работа преди отпечатване, но дори редактира своето вече отпечатано издание от 1541 г., което води до това, че дори разрешените издания изобщо не са идентични. Това обстоятелство довежда до различни теории за това защо Маро е променил по-ранните си версии на псалмите. Най-вече защото хронологията на текстовете все още не е била известна. Проблемът е легендата (сега фалшифицирана), че Маро представя своите 30 псалма още през януари 1540 г. на император Карл V, преминаващ през Париж по пътя си към Гент. В днешно време хронологията на основните текстове се смята за установена.
В окончателното издание има приложение с молитви: Господнята молитва, Ангелски поздрав, молитвите преди и след вечерята и един литургичен текст.
Само в парижките издания (Roffet 1541/1543) е налице номериране на текста, което спира след Псалм 8. Всички останали издания или отпечатват текстовете с тирета, или с празни линии, без да номерират строфите или стиховете. Номерата, присъстващи в изданията на „Рофет“, не са тези на строфите, а отразяват библейските стихове. Маро също оглавява Псалмите – но не всички от тях – с индикация за броя на библейските стихове, присъстващи във всяка строфа. Това предполага, че инициативата да се добавят тези номера не е собствена идея на Маро и че редакторът вероятно е предложил издание на Псалми, в което номерата на стиховете се различават от тези, използвани от Маро, тъй като номерирането на стиховете в библейските издания все още не е било стандартизирано.

### „Царска песен“
„Царска песен“ е фиксирана форма на стих, разработена от френски поети през 13 – 15 век. Стандартната форма през 14 век се състои от пет строфи от 8 до 16 реда на еднаква степен без рефрен, но с идентичен ритъм на всеки. През 15 век Царската песен придобива рефрен, а заключителната строфа обикновено е около половината от дължината на строфата, която е от 10 до 12 реда, като броят е продиктуван от броя на сричките в рефрена.
Подобно на баладата и Царската песен признава вариации. Например стихотворението в чест на Дева Мария: първоначално има рефрен, но след това го губи. Подобни разновидности са amoureuse („любовна поема“), sotte amoureuse („игрива любовна поема“) и thesotte chanson („комично стихотворение“).
Клеман Маро през 16 век е бил господар на тази форма, а неговият „Chant royal chrétien“ със своя рефрен „Santé au corps et Paradis à l’âme“ („Здраве за тялото и рай за душата“) е бил много известен.

### Шансони
Шансоните на Маро му донасят голям успех през 20-те години на 16 век, когато той е все още млад придворен поет. Неговите музикални колеги в придворния двор със сигурност допринасят за успеха, като осигуряват мелодии за текстовете. Френският музикален издател Пиер Атейнян (на френски: Pierre Attaingnant) включва тези композиции в следващите си антологии на шансони („Chansons nouvelles en musique à quatre parties“), публикувани от 1528 г. нататък. Атейгнант използва метод с една импресия за музикално отпечатване, при който отделните бележки са отпечатани директно върху сегменти, така че бележките, редовете на петолинието и текста могат да бъдат отпечатани за един път. Много от шансоните на Маро са аранжирани с музика и някои остават популярни далеч в 17 век.
Клеман преглежда и ревизира собствените си шансони през 1532 г., публикувайки 32 от тях, и добавя още 10 шансона през 1538 г. Откакто Морис Равел през 1899 г. композира музика към епиграмите на Маро за Ан, съвременните композитори от време на време добавят към някои от текстовете на Маро нови и нови музикални интерпретации.